# Нийл
Вижте пояснителната страница за други значения на Нийл.
Нийл (на нидерландски: Niel) е селище в Северна Белгия, провинция Антверпен. Разположено е на десния бряг на река Схелде, на 9 km югозападно от центъра на град Антверпен. Населението му е около 8800 души (2006).

## Известни личности
Родени в Нийл
- Ян Деклайр (р. 1946), актьор